# 趙彥復
赵彦复（？—？），字微生，河南杞县人，明朝政治人物。

## 生平
颖异绝伦，读书目数行下，治春秋。
中神宗萬曆三十一年癸卯经魁，三十二年（1604年）甲辰科成進士，初授宝坻县知县，宝坻频年荒饥，设法赈济。邑有璫父高姓者，强褫虐民，执法除之，士民赖以安辑。以母早逝，祖母年高，遂解任就养。終丧，三十六年起補山西曲沃县知县，下车以兴利除害为己任，减徭役，添驿马，革堡官木铎老人，禁子门夫诸役。時岁祲，发粟煮粥，全活甚众。
又纂辑《沃史》，备地方故实，今虽残缺，然后之修志者有所考证，亦中流之一柱也。寻转临清粮储同知，会临清饥，米价腾贵，道路死者相枕籍，绘图上疏，蒙俞允发仓赈济，且捐俸煮粥，全活數十万人。后擢户部主事，去之日，百姓扳留，有泣下者，祀名宦。晉户部郎中，出知汾州府，时魏璫焰炽，御史张慎言因建言忤璫意，台司委彦复审狱，阴嗾刺面发配。彦复毅然曰：「吾不能杀人以媚人也。」以性命争之，张始得免。及逆璫诛，起慎言为纳言，入都謁赵，终不一见。官至湖廣江防道副使。
著有《梁园风雅》、《冰巖初刻》、《二酉草》、《蘇門集》行世。